# Dasyhelea erici
Dasyhelea erici är en tvåvingeart som beskrevs av Havelka 1978. Dasyhelea erici ingår i släktet Dasyhelea och familjen svidknott.
Artens utbredningsområde är Österrike. Inga underarter finns listade i Catalogue of Life.